# Hedotettix guangdongensis
Hedotettix guangdongensis är en insektsart som beskrevs av Zheng, Z. och Xie 2005. Hedotettix guangdongensis ingår i släktet Hedotettix och familjen torngräshoppor. Inga underarter finns listade i Catalogue of Life.